# Joan Company Florit
Joan Company Florit (San Juan, Baleares, 1954) es un músico, musicólogo y director de coros español. Actualmente es director, entre otros, de la Coral Universitaria de las Islas Baleares y del Coro de la Orquesta Sinfónica de Galicia.

## Biografía
Se licenció en Filosofía y Letras (sección de Geografía e Historia) por la Universidad de Barcelona en 1978. Mientras realizaba sus estudios,  funda la Coral de San Juan en 1975, de la que es director hasta 1980, y la Coral Universitaria de las Islas Baleares en 1977, de la que es director desde su fundación, y que a lo largo de los años ha ido creando diferentes filiales corales.
Estudió harmonía y formas musicales con M. Oltra y análisis musical con B. Casasblancas, así como dirección coral con M. Babero, Pl. Cao y O. Martorell y orquestal con S. Mas.
Es fundador y director de los cursos de verano de canto, dirección coral y pedagogía musical en Baleares entre 1977 y 2006, organizados por la Universidad de las Islas Baleares. 
Fue director titular del Coro de la Orquesta Sinfónica de Galicia desde 1998 hasta 2022, con el que ha preparado todo tipo de repertorio sinfónico-coral y a capella. Posteriormente fue nombrado director honorario del mismo.